# Tussenhausen
Tussenhausen é um município da Alemanha, situado no distrito da Baixa Algóvia, no estado da Baviera. Tem 41,79 km² de área, e sua população em 2019 foi estimada em 3 047 habitantes.